# Куломзино (озеро)
Куломзино (каз. Куломзино) — озеро (болото) в районе Магжана Жумабаева Северо-Казахстанской области Казахстана. Находится к северу от села Куломзино.
По данным топографической съёмки 1940-х годов, площадь поверхности озера составляет 1,35 км². Наибольшая длина озера — 1,4 км, наибольшая ширина — 1,3 км. Длина береговой линии составляет 4,2 км, развитие береговой линии — 1,02. Озеро расположено на высоте 129 м над уровнем моря.